# Esquisses, opus 4 (Smetana)
Pour les articles homonymes, voir esquisse (homonymie).
Esquisses, opus 4 est un cycle de quatre pièces pour piano de Bedřich Smetana composé en 1856-1857.

## Liste des pièces
1. Allegro (en fa dièse mineur)
2. Idyla (en si majeur)
3. Souvenir (en la bémol majeur)
4. Vytivala Snaha (en sol dièse mineur)